# (1485) Isa
(1485) Isa – planetoida z pasa głównego asteroid okrążająca Słońce w ciągu 5 lat i 99 dni w średniej odległości 3,03 au. Została odkryta 28 lipca 1938 roku w Landessternwarte Heidelberg-Königstuhl w Heidelbergu przez Karla Reinmutha. Nazwa planetoidy pochodzi od zdrobnienia imienia Marisa. Została nadana przez Massimo Cimino, włoskiego astronoma. Przed nadaniem nazwy planetoida nosiła oznaczenie tymczasowe (1485) 1938 OB.